# هايبرفيزيكس
هايبرفيزيكس (HyperPhysics) هو موقع يهتم بمواضيع الفيزياء، وهندسة المعلومات. وهو مستضاف من قبل جامعة ولاية جورجيا. وتشتمل الموضيع التي يغطيها الموقع كلاً من:
- الكهرباء والمغناطيسية
- الضوء وحاسة البصر
- الصوت والسمع
- نظرية النسبية
- الفيزياء الفلكية
- ميكانيكا الكم
- الفيزياء النووية
- طور (مادة)
- الحرارة والديناميكا حرارية
- الميكانيكا

## وصلات خارجية
- الموقع